# Cercospora solani
Церкоспора солані (Cercospora solani) — вид грибів роду Церкоспора (Cercospora). Гриб класифіковано у 1880 році.

## Поширення та середовище існування
Цей гриб-паразит вражає картоплю.